# Ким Со Вон
Ким Со Джон (кор. 김소정; род. 7 декабря 1995, Сеул), профессионально известна как Ким Со Вон (김소원), — южнокорейская актриса и певица. Она наиболее известна как лидер южнокорейской гёрл-группы GFriend. После роспуска коллектива продолжила карьеру как актриса, подписав контракт с OUI Entertainment.

## Биография
Ким Со Вон родилась 7 декабря 1995 года в Сеуле. Она окончила Hanlim Multi Art School, а затем поступила в Женский университет Сынсин, где изучала визуальные искусства.

## Ранняя жизнь и образование
Ким родилась 7 декабря 1995 года в Ынпёнгу, Сеул , Южная Корея. В 2014 году окончила среднюю школу искусств Hanlim Multi Arts по специальности модельный бизнес. В 2016 году она поступила на факультет актерского мастерства в области медиа и кино в Женском университете Сунсин.

## Карьера

### 2010—2014: Предварительный дебют
До дебюта Ким 4 года стажировалась в DSP Media. После ухода из DSP Media она присоединилась к Source Music в качестве стажера в 2013 году, где она тренировалась в течение 1 года и 6 месяцев, прежде чем дебютировать в качестве участницы GFriend.

### 2015—2021: Дебют с GFriend, Сольная деятельность и расформирование
Ким Со Вон дебютировала в январе 2015 года в составе женской группы GFriend под агентством Source Music. Группа быстро завоевала популярность благодаря синхронной хореографии и узнаваемому музыкальному стилю. Со Вон исполняла обязанности лидера коллектива.
GFriend получила множество наград, включая:
- Melon Music Awards — «Лучшая новая женская группа» (2015),
- Seoul Music Awards — «Лучшая группа» (2016),
- Mnet Asian Music Awards (MAMA) — номинации и награды с 2015 по 2020 годы.

GFriend распалась в мае 2021 года по завершении контрактов с агентством.
15 января 2015 года Ким дебютировала в качестве участницы и сабвокалистки южнокорейской герл-группы GFriend под сценическим псевдонимом Совон с выпущенным альбомом Season of Glass.
25 июля 2018 года Ким была выбрана в качестве главной ведущей программы красоты «Look at Me» на канале MBC, что стало ее первым выступлением в телевизионной программе. 17 октября Ким дебютировала в качестве модели подиума для D-ANTIDOTE S/S Hera Seoul Fashion Week 2019.
18 мая 2021 года Source Music объявила, что она и другие участники GFriend решили не продлевать контракты с агентством. Группа распалась 22 мая.

### 2021-н.в.: Актерская карьера
2 августа 2021 года было объявлено, что она подписала контракт с компанией IOK в качестве актрисы под своим настоящим именем. 30 сентября, она дебютировала в качестве актрисы в телевизионном фильме «Мой леденящий душу сосед по комнате» вместе с Чон Чхан У из iKon. 1 декабря Ким снялась в короткометражном фильме ужасов «4:44 Seconds». Выход фильма состоялся 1 ноября 2024 года.

## Публичный имидж
Совон привлекла внимание своей красотой и физической подготовкой. В ежемесячном рейтинге Korea Corporation Reputation Research Institution «Individual Girl Group Members Brand Power Ranking» Совон заняла #2 место в поиске в январе 2019 года и #36 в поиске в октябре 2019 года.

## Дискография
Посмотреть дискографию Совон с GFriend
| Заглавная песня | Год  | Артист  | Альбом             | Композитор | Поэт-лирик |
| --------------- | ---- | ------- | ------------------ | ---------- | ---------- |
| «Hope»          | 2019 | GFriend | Fever Season       | No         | Yes        |
| «Better Me»     | 2020 | GFriend | 回:Walpurgis Night | Yes        | Yes        |

## Фильмография
Фильмы
| Год  | Название     | Роль           | Примечания                          | Ref.  |
| ---- | ------------ | -------------- | ----------------------------------- | ----- |
| 2024 | Astro Boy    | Cora           | Озвучка версии с корейским дубляжом | [ 6 ] |
| 2024 | 4:44 Seconds | Choi Hee-young |                                     | [ 7 ] |

Телесериалы
| Год  | Название             | Роль       | Примечания      | Ref.   |
| ---- | -------------------- | ---------- | --------------- | ------ |
| 2022 | My Chilling Roommate | Jung Se-ri | Television film | [ 8 ]  |
| 2024 | Who Is She           | Chan-mi    |                 | [ 9 ]  |
| TBA  | The Chain            | TBA        |                 | [ 10 ] |

Телевизионные шоу
| Год  | Название                   | Роль             | Примечания | Ref.   |
| ---- | -------------------------- | ---------------- | ---------- | ------ |
| 2012 | DSP BOYZ — Making the Star | Противник        | С A-Jax    | [ 11 ] |
| 2018 | Look at Me                 | Хозяин           |            | [ 12 ] |
| 2019 | Trend by Me                | Актерский состав |            | [ 13 ] |

Появления в музыкальных клипах
| Год  | Название               | Артист       | Ref.   |
| ---- | ---------------------- | ------------ | ------ |
| 2011 | «To Me» (내게로..)     | Rainbow      | [ 14 ] |
| 2022 | «Endless Night» (긴밤) | Kim Min-jong | [ 15 ] |

## Награды и номинации
Посмотреть награды и номинации Совон с GFriend
| Церемония награждения    | Год  | Категория     | Номинант | Результат | Ref.   |
| ------------------------ | ---- | ------------- | -------- | --------- | ------ |
| Korea First Brand Awards | 2018 | Икона красоты | Совон    | Победа    | [ 17 ] |